# آرتاوازی وانک
آرتاوازی وانک (ارمنی: Արտավազի վանք؛ انگلیسی: Artavaz Vank) یک صومعه متعلق به کلیسای حواری ارمنی واقع در شهر آرتاواز، استان کوتایک ارمنستان می‌باشد. ساخت و ساز این ساختمان در  سده‌ ۷ام میلادی؛ به پایان رسید. این بنا به سبک معماری ارمنی طراحی شده است.

## نگارخانه

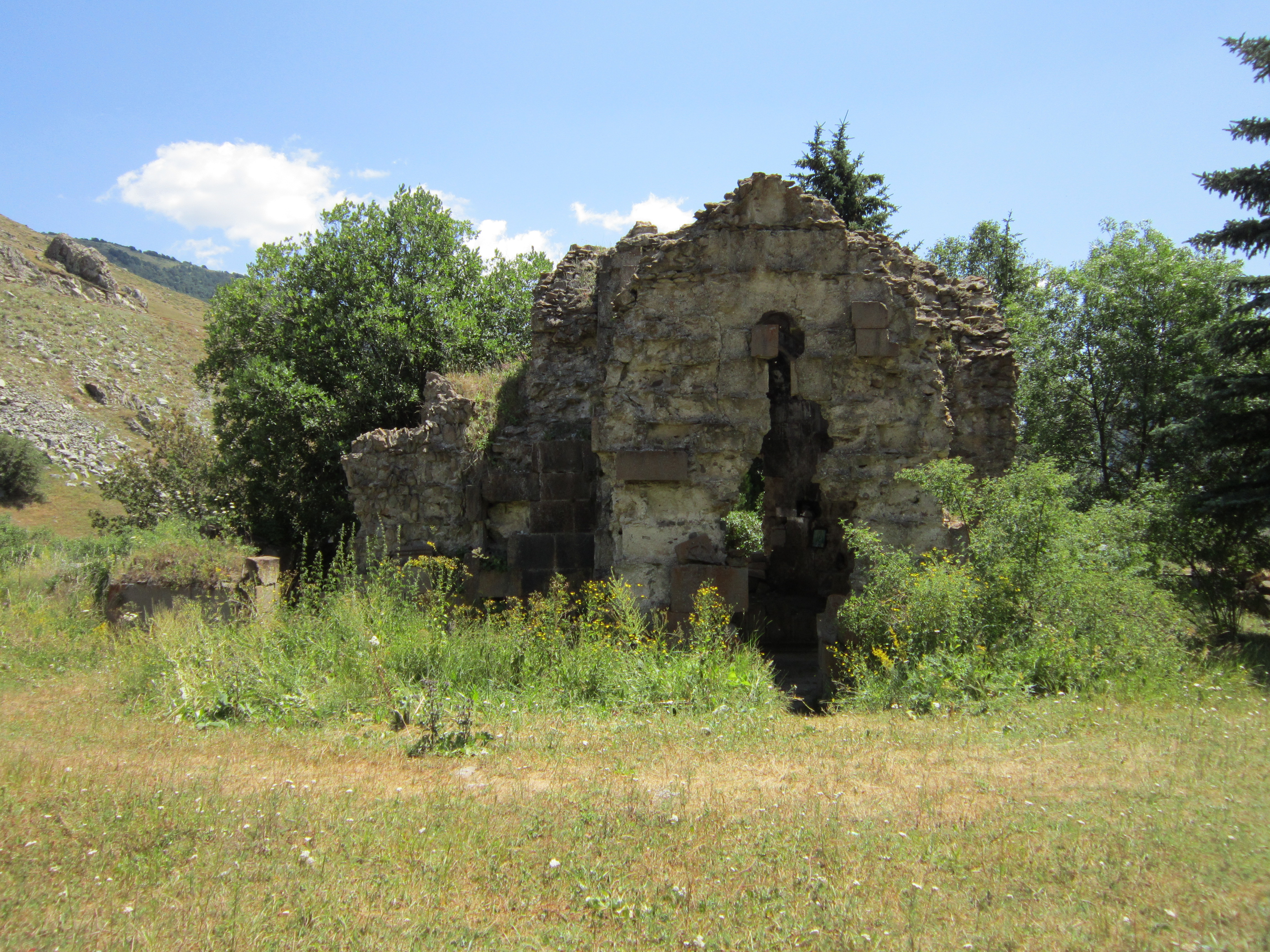
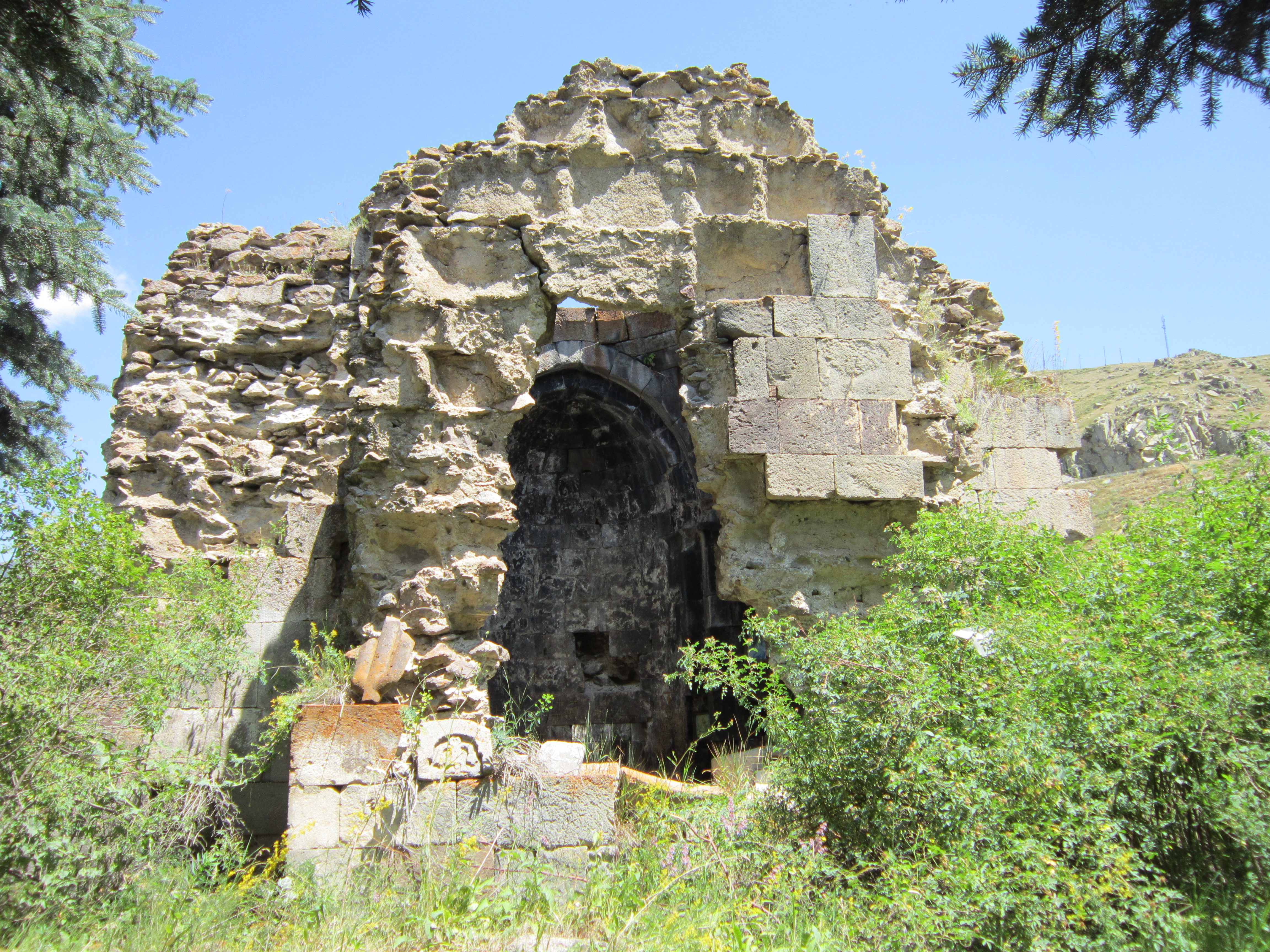